# 克里斯·索耶
克里斯·索耶（英語：Chris Sawyer，1961年—）是一位蘇格蘭电脑游戏开发者，因開發經營模擬遊戲《運輸大亨》和《模擬樂園》而聞名。

## 職業生涯
索耶於斯特拉斯克萊德大學獲得计算机科学學位後，便於1983年進入電子遊戲產業，並在其個人电脑Memotech MTX和Amstrad CPC上利用Zilog Z80机器语言編寫遊戲。其作品《Sepulcri Scelerati》和《Ziggurat》主要是由Ariolasoft發佈。值得注意的是，Ariolasoft曾經在索耶還沒完成開發遊戲時已接受了其發佈請求，這是非常罕見的。
從1988年到1993年期間，索耶參與多個AmigaDOS遊戲的開發工作，如《Zarch》、《征服者》、《戰役》、《猛禽》、《迪諾·迪尼的進球》、以及《前線：精英II》。他亦為DOS版本《精英》作出貢獻。
索耶於1990年代開始開發其第一個經營模擬遊戲《運輸大亨》。該遊戲於1994年由MicroProse發佈，獲得了空前的成功，並成為了經營模擬遊戲的一個經典。一年後，他改進並擴充了此遊戲，並給予它一個新的標題：《運輸大亨豪華版》。因為《運輸大亨》的成功，所以索耶想開發其續作。但是，因為索耶仍然在開發遊戲引擎，且他對過山車有濃厚興趣，所以後來決定開發《模擬樂園》（在發佈前名為「White Knuckle」）。在開發《模擬樂園》後，索耶便有意重啟《運輸大亨》續作的開發工作，但最終仍然變成開發《模擬樂園》的續作《模擬樂園2》。在完成開發《模擬樂園2》後，索耶便重啟《運輸大亨》續作的開發工作，並於2004年發佈遊戲《运输之王》。
索耶亦在開發《模擬樂園3》的雅達利團隊中擔任顧問一職。於2005年11月，索耶起訴雅達利，聲稱雅達利未能支付他全部專利費。索耶和雅達利於2008年2月達成庭外和解，但並沒有透露專利費金額。
索耶主要以x86彙編語言編寫其遊戲，而藝術和音樂則分別由自由藝術家西蒙·福斯特和作曲家阿利斯特·布林布爾負責創作。

## 作品
以下為索耶的作品：
| 名稱                    | 年份 | 發行商                                         | 註釋 |
| ----------------------- | ---- | ---------------------------------------------- | ---- |
| Zarch                   | 1988 | Firebird Software Ltd.                         |      |
| 防御者的復仇            | 1989 | Epyx, Inc.                                     |      |
| Xenomorph               | 1990 | Pandora                                        |      |
| 征服者                  | 1990 | Rainbow Arts Software GmbH                     |      |
| 精英Plus                | 1991 | Microplay Software                             |      |
| 戰役                    | 1992 | Empire Software                                |      |
| 猛禽                    | 1992 | Electronic Arts, Inc.                          |      |
| 進球！                  | 1993 | Virgin Games, Ltd.                             |      |
| 前線：精英II            | 1993 | GameTek, Inc., Konami, Inc.                    |      |
| 運輸大亨                | 1994 | MicroProse Software, Inc.                      |      |
| 迪諾·迪尼的進球         | 1994 | Virgin Interactive Entertainment (Europe) Ltd. |      |
| 運輸大亨世界編輯器      | 1995 | MicroProse Software, Inc.                      |      |
| 運輸大亨豪華版          | 1995 | MicroProse Software, Inc.                      |      |
| 前線：第一類接觸        | 1995 | GameTek (FL), Inc.                             |      |
| 模擬樂園                | 1999 | Hasbro Interactive Ltd.                        |      |
| 模擬樂園：開瓶器福利斯  | 1999 | Hasbro Interactive Ltd.                        |      |
| 模擬樂園：多圈的風景    | 2000 | Hasbro Interactive Ltd.                        |      |
| 模擬樂園2               | 2002 | Infogrames Europe SA                           |      |
| 模擬樂園3               | 2004 | Atari, Inc.                                    | 顧問 |
| 运输之王                | 2004 | Atari, Inc.                                    |      |
| 模擬樂園3：野生動物園   | 2005 | Atari, Inc.                                    | 顧問 |
| 模擬樂園3：水上樂園     | 2005 | Atari, Inc.                                    | 顧問 |
| 運輸大亨（iOS/Android） | 2013 | 31X Ltd.                                       |      |

## 外部連結
- 克里斯·索耶軟件開發 （页面存档备份，存于）
- Chris Sawyer's profile在MobyGames上的資料
- 與索耶關於「运输之王」的採訪 - GameSpot